# Enzo Amadori
Enzo Amadori (Mantova, 11 novembre 1925) è un cantante, compositore e produttore discografico italiano.

## Biografia
Diplomato in elettronica, inizia professionalmente l'attività di cantante nel 1945; l'anno successivo vince il Giro umbro della canzone, e ottiene un contratto discografico con La voce del padrone.
Incide moltissimi dischi a 78 giri per tutto il decennio seguente, partecipando a moltissime trasmissioni radiofoniche e televisive.
Nel 1960 fonda dapprima le edizioni musicali Arlecchino e poi ad una casa discografica con lo stesso nome, entrambe con sede a Milano; continua comunque l'attività di cantante.
Tra gli artisti con cui ha lavorato come discografico ricordiamo Bruno Castiglia (il leader dei Bisonti), Luciano Fineschi, Riz Samaritano, Giancarlo Cajani, e Pino Amendola, chitarrista e leader dei Pochets, che ha rilevato l'azienda di Amadori e ne è tuttora il titolare.
Tra i suoi successi come cantante ricordiamo Attenderò, Fine di stagione e Malefica luna; come compositore ha scritto canzoni per molti artisti, tra cui ricordiamo Ragazzi e dadi per I Bisonti.

## Discografia parziale

### Album
- 1958: Le canzoni di Sanremo (Embassy, ERO 512)
- 1958: Le canzoni di Sanremo vol. 2 (Embassy, ERO 513)
- 1958: Nostalgia. Canzoni di ieri (Embassy, ERO 515)
- 1958: Canzoni d'amore (Embassy, ERO 516)
- 1958: Enzo Amadori (Embassy, ERO 523)
- 1958: Enzo Amadori e il suo quintetto (Embassy, ERO 524 - Diana (Panzeri – Anka) / Condannami (Testoni – Abbate – Panzuti) / Vieni in gondola (Franchini – Casiroli) / Resta cu mme (Verde – Modugno) / Buonasera (signorina) (De Rose) / Ritorna a me [Return to me] (Minno – Lombardo) / Cercavo una donna (Pallesi – Malgoni) / Fammi gli occhi dolci (Pinchi – Pizzigoni) moderato
- 1959: Sanremo '59 (Embassy, ERO 527)
- 1959: Le canzoni di ieri – Enzo Amadori e il suo quintetto (Embassy ERO 529) Come le rose (Lama) / Campane (Cherubini – Di Lazzaro) / Ramona (Waine) / Ferriera (Cherubini – Bixio) / Spazzacamino (Cherubini – Rusconi) / Maruska (Rulli) / La maestrina di mia figlia (Leoni – Natoli) / Valzerino di periferia (Bracchi – Casiroli)

### Singoli
- 1948: Trenino a Santa Fé/Vivere baciandoti (Fon, FP 1088)
- 3 aprile 1949: Avanti e indrè/Se a Milano...(ci fosse il mare) (La voce del padrone, HN 2489)
- 1949: È tutta propaganda/Che si fa (con le fanciulle) (Columbia, CQ 1834)
- 1949: El Cumbancero/Brindiamo all'amore (Columbia, CQ 2016)
- 1949: Sotto il sole di Roma/Musica mia dolce musica (Columbia, CQ 2019)
- 1949: Ba-tu-ca-da/Fiesta (Columbia, CQ 2071)
- 5 ottobre 1950: Il gatto matto/La segretaria del Commendatore (Columbia, CQ 2105)
- 15 marzo 1951: Manuela/El marinerito (Columbia, CQ 2178)
- 1952: Buffalo Bill/El negro zumbon (Columbia, CQ 2358)
- 19 ottobre 1953: Lili/Se la luna (Columbia, CQ 2661; con Marisa Fiordaliso)
- 1954: Piripicchio e Piripicchia/Arriva il direttore (Columbia, CQ 2673; con Marisa Fiordaliso)
- 1956: Bil Bol Bul/Mister John (La voce del padrone, HN 3722; con Cristina Jorio)
- 1957: Il pericolo n° 1/Un filo di speranza (Columbia, CQ 3352)
- 1957: Casetta in Canadà/Le trote blú (Columbia, DCH 305; con Marisa Fiordaliso)
- 29 gennaio 1957: Sono un sognatore/Era l'epoca del cuore (Columbia, CQ 3354)
- 1958: Come prima/Carrozzella romana (Embassy, EB 003)
- 1962: Pesca tu che pesco anch'io/Oh Susanna (Music-Hall, DR 578)
- 1963: The Minor Twist/Il mio cocktail (Hélène, H 0070)
- 1963: Arrivederci Rimini/Silenziosamente con tel (Army, AC 18)
- 1963: Nuovo mondo/L'amore tuo per me (Arlecchino, D 62)
- 1964: Il mondo nella chitarra/Oscurità (Arlecchino, D 113; con l'orchestra di Cosimo Di Ceglie)
- 1964: Dimmelo/Se non ci ameremo (Robinson Records, RR O8 con l'orchestra di Pier Emilio Bassi)
- 1965: Cinesina/Tu mi fai morir (Arlecchino, D 212)
- 1967: Estate senza te/Per un momento ho perso te (Arlecchino, D 330)

### Singoli pubblicati all'estero
- 1960: Libero/Romantica (Romua Jet International, 60104 P; pubblicato in Germania)

### EP
- 1956: Ricordo di Venezia (Columbia, SEMQ 10)
- 1958: Juke-box/Come prima/Ho rubato un sogno/Quando tu...amor (Embassy, EP 126)
- 1959: Magic Moments/Vicino a te/Il sole sorge a Roma/Con tutto il cuor (Embassy, EP 141)